# Wallfahrtskirche Maria Schutz am Bründl

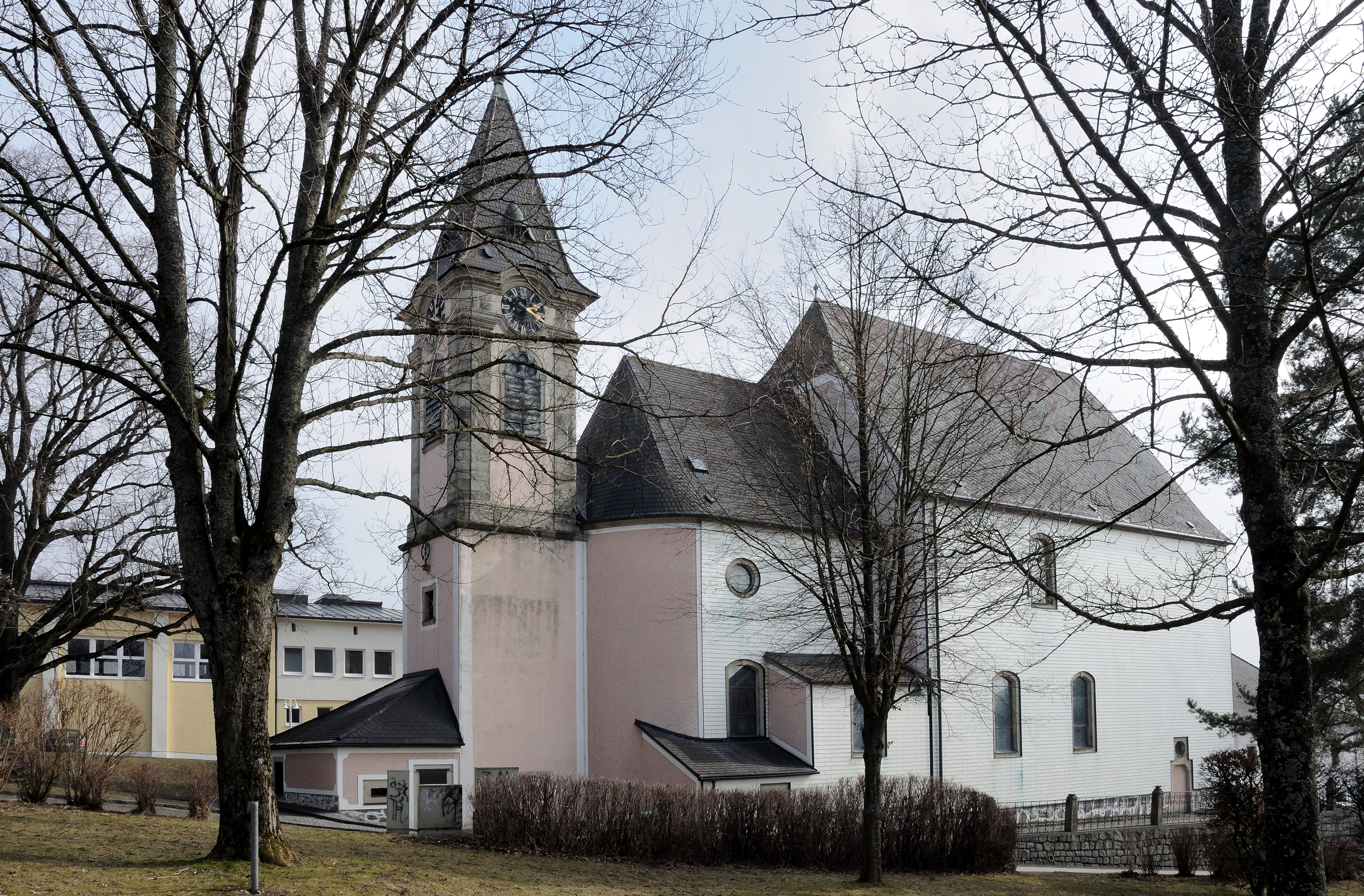
Wallfahrtskirche von Norden

Die römisch-katholische Wallfahrtskirche Maria Schutz am Bründl, auch Bründlkirche genannt, ist ein denkmalgeschütztes Bauwerk (Listeneintrag) in Bad Leonfelden im Mühlviertel. Die der Gottesmutter Maria geweihte Wallfahrtskirche steht an der westlichen Stadtausfahrt an der Straße zum Ortsteil Spielau und ist nordöstlich ausgerichtet. Die Kirche wurde 1691 errichtet und 1791 auf die heutige Größe ausgebaut. Seit 1958 ist diese Kirche die einzige Pax-Christi-Kirche im Mühlviertel.

## Gründungslegende und Baugeschichte

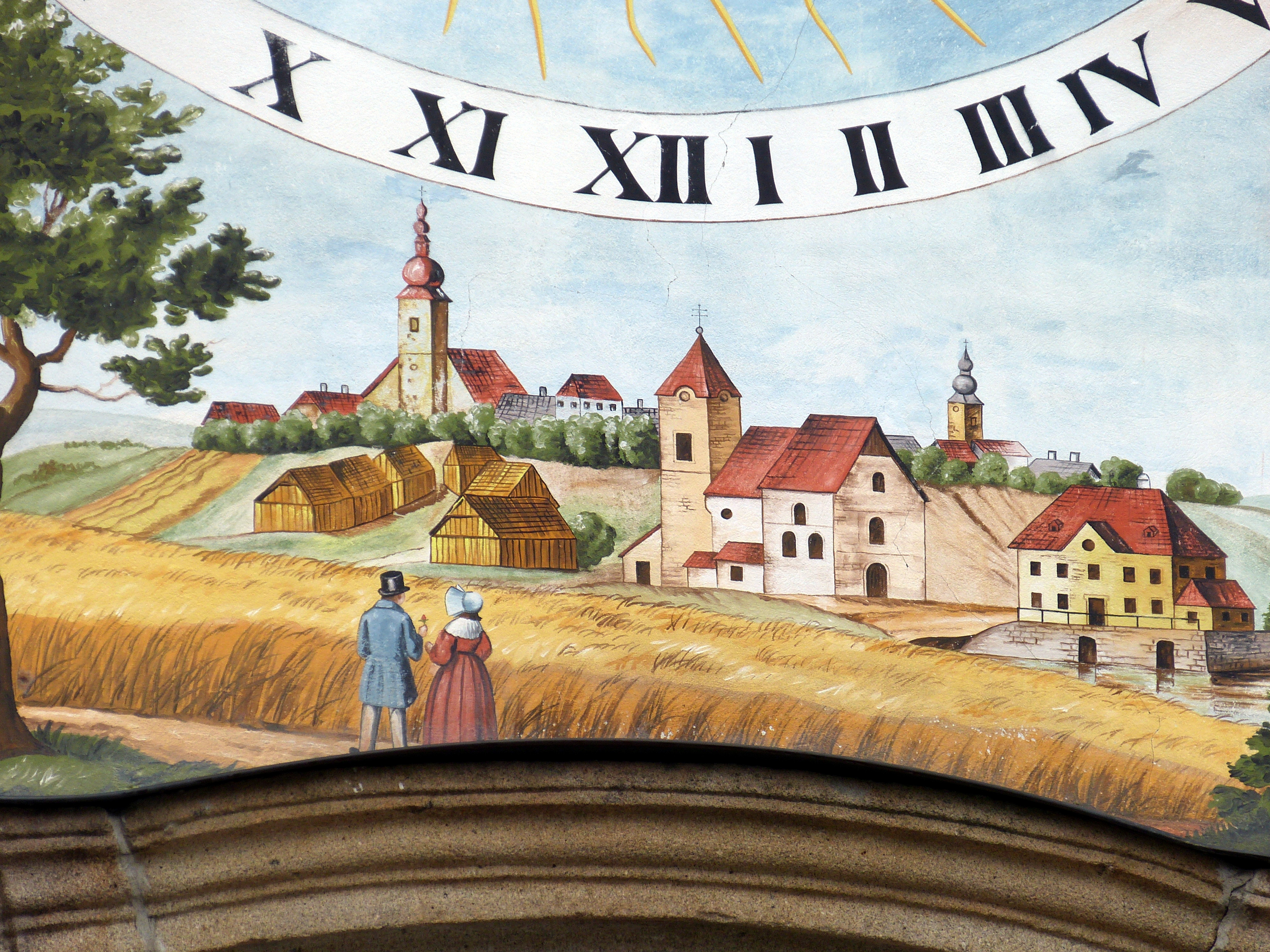
Detail der Sonnenuhr an der Fassade mit Ortsansicht von Bad Leonfelden (19. Jh.), im Vordergrund die Bründlkirche

Im Jahr 1686 wurde ein kranker Zimmermann durch das Wasser der Quelle, die sich heute an der Rückseite des Hochaltars der Wallfahrtskirche befindet, geheilt. Der Zimmermann stellte zum Dank neben der Quelle ein Holzkreuz auf. Auf Grund des Zustroms heilsuchender Menschen wurde 1691 eine Kapelle mit einem Marienbild aus Mariazell und der Bezeichnung Unserer-Lieben-Frau-Kapelle beim Bründl errichtet und eine Grube zum Baden im Heilwasser ausgegraben. Südlich der Quelle und der Kapelle wurde eine Badehütte errichtet, die 1709 durch ein gemauertes Badhaus ersetzt wurde.
1759 erfolgte eine Erweiterung der Kapelle unter Pfarrer Malachias Schopper. Mit der Einweihung im Jahr 1761 wurde die Bezeichnung auf Maria Schutz beim Bründl-Kapelle geändert und eine Schutzmantelmadonna aufgestellt. Ab 1767 war ein eigener Pfarrer für die Kapelle zuständig und es wurde täglich eine Messe gelesen. Der weitere Anstieg der Besucherzahlen führte 1778 zur Inangriffnahme eines Neubaus der Kirche, der 1789 auf drei Jahre unterbrochen wurde und erst nach der Schließung der St. Josefs-Kirche (Spitalskapelle) fortgesetzt wurde. Die Einweihung erfolgte 1792.
1875 beschädigte ein Brand die linke Seite des Hochaltars und 1886 wurde die Kirche renoviert. 1890 wurden zwei Seitenaltäre mit den Altarbildern des hl. Joachim und der Anna mit Maria aufgestellt. Zwischen 1905 und 1907 wurde der Turm aufgestockt und die neue Herz Jesu-Statue geweiht. Die beiden 1929 geweihten Glocken mussten 1941 für Kriegszwecke abgenommen werden. Bereits 1946 erhielt die Kirche wieder eine Glocke und 1958 erfolgte die Weihung zur Pax Christi-Kirche des Mühlviertels. 1960 wurden zwei weitere Glocken angeschafft. Seit 1975 dient die Bründlkirche als Kirche für die Heimatvertriebenen der Stadt und Pfarre Hohenfurth, in diesem Zusammenhang wurde das Hohenfurther-Madonna-Bild geweiht. 1986 erfolgte eine Gesamtrenovierung mit Erweiterung der Quellfassung.

## Kirchenäußeres
Die Putzfassade hat Faschenrahmen und Segmentbogenfenstern. Die Hauptfassade im Westen verfügt über ein Schopfwalmdach und über dem Portal befindet sich eine Sonnenuhr. Der zweizonige Turm besitzt eine eingebaute Turmuhr und ist nur in der oberen Zone barock gegliedert.

## Kircheninneres
Einrichtung

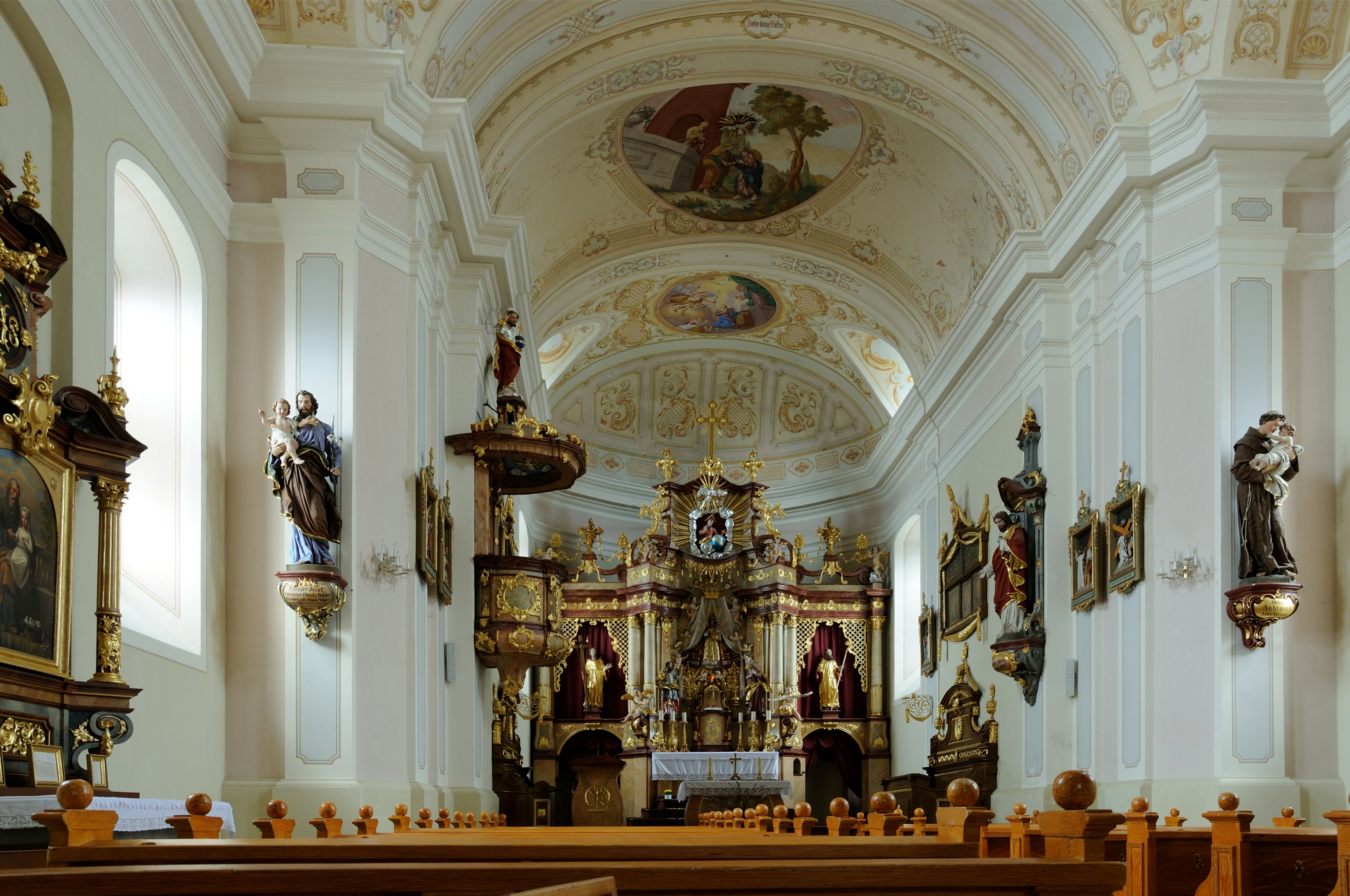
Blick zum Hochaltar aus dem Jahr 1790

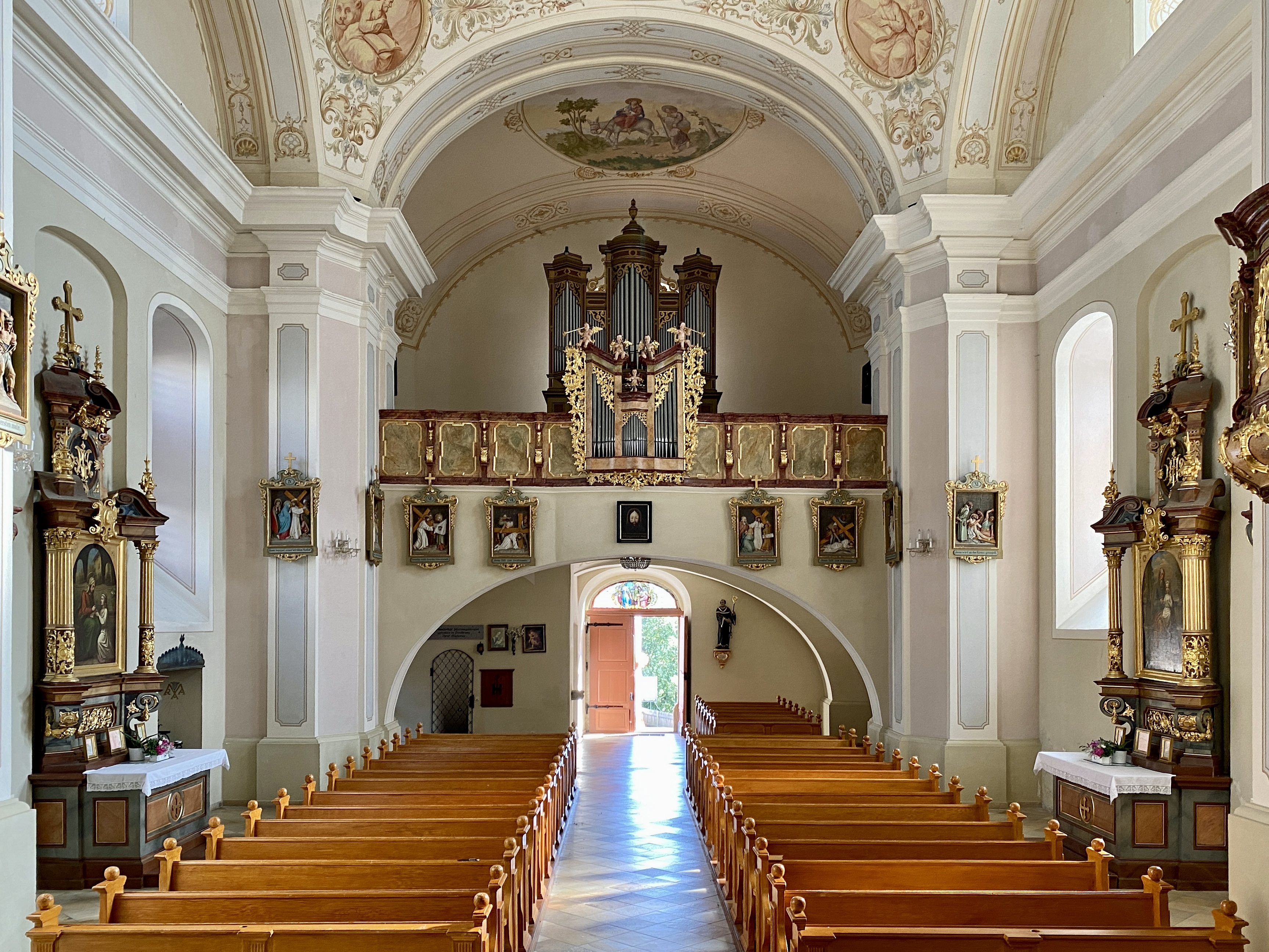
Ansicht der Empore mit der Kirchenorgel

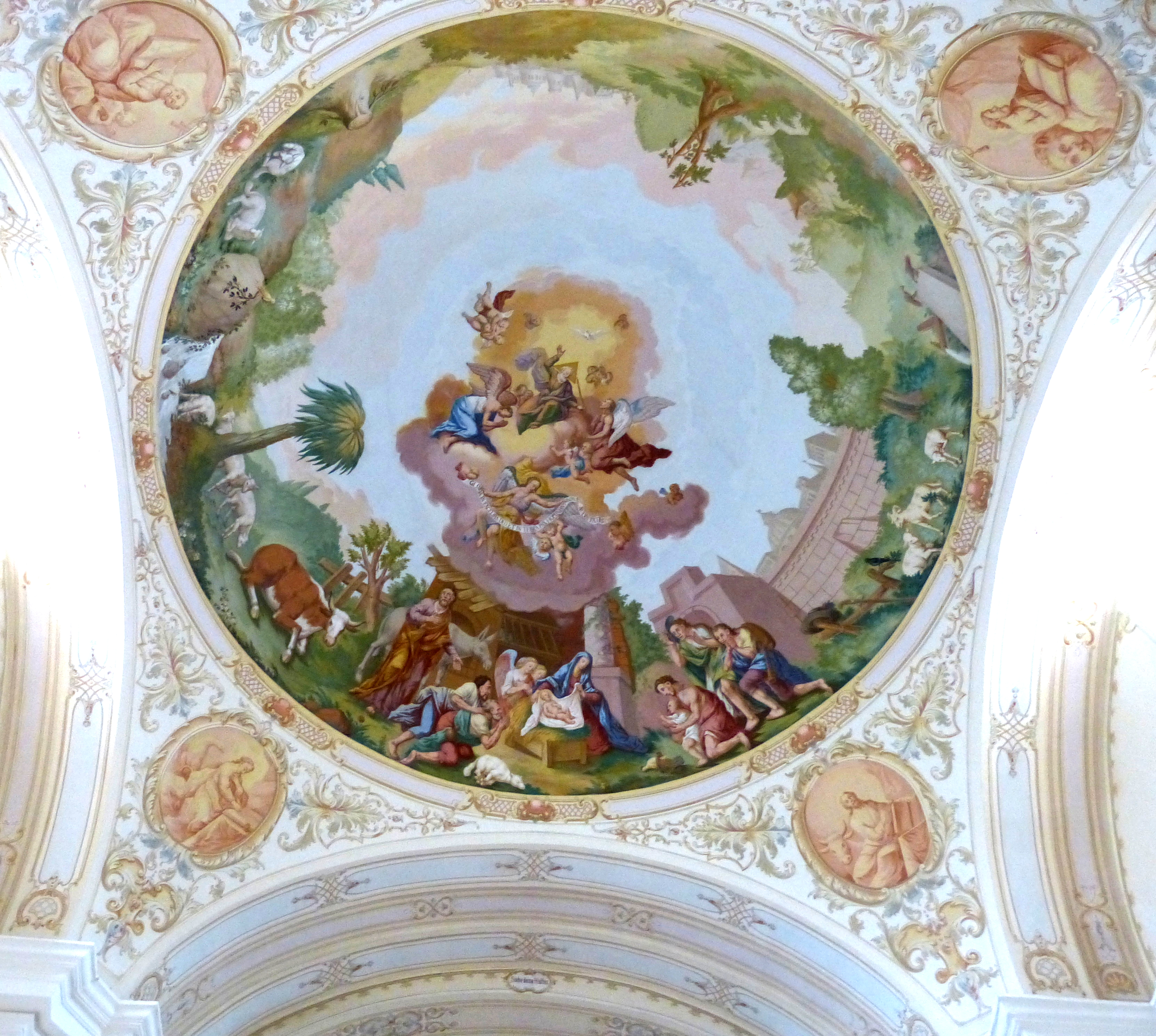
Deckenfresko Anbetung der Hirten (1792)

Die Kirche ist ein einziger Baukörper mit einem barocken, von Johann Lanit aus Wels gebauten Hochaltar aus dem Jahr 1790. Der Altar enthält die Gnadenstatue Maria Schutz sowie weitere Heiligenfiguren. Die barocken Wandmalereien von Andreas Kitzberger aus 1792 zeigen Szenen aus dem Leben Marias. Die Rokoko-Kanzel stammt von Simon Mayrhofer aus Oberneukirchen und wurde 1791 gebaut. Die Glasfenster aus dem Jahr 1906 stammen von Penner und Schürer. Die neobarocken Seitenaltäre wurden 1893 von Josef Kepplinger gebaut und zeigen Maria mit ihren Eltern.
Orgel
1904 erhielt die Kirche eine von Leopold Breinbauer, Ottensheim, gebaute Orgel. Das Rückpositiv der Orgel stammt von Lorenz Franz Richter aus Freistadt (1766). Aus der Spitalskirche wurden das Chorgestühl und die Oratoriumfenster übernommen, aus dem Stift Wilhering stammt das Brunnenbecken aus Marmor aus dem 18. Jahrhundert. Daneben gibt es zahlreiche Einzelwerke wie beispielsweise die 1960 erworbene Statue des Heiligen Leonhards.
Glocken
Während des Ersten Weltkrieges wurden im Januar und November 1917 sämtliche Glocken für Rüstungszwecke beschlagnahmt und eingeschmolzen, sodass die Kirche 9 Jahre lang ohne Glocken blieb. Im Mai 1926 und Mai 1929 wurden insgesamt drei Glocken mit einem Gesamtgewicht von 585 kg angeschafft.

## Wallfahrten
Seit 1834 findet alljährlich eine Fuß-Wallfahrt von Waldburg zur Kirche statt. Dabei wird eine Entfernung von 11 Kilometern Luftlinie zurückgelegt.